# Lovlina Borgohain
Lovlina Borgohain (n. 2 octombrie 1997, Assam, India) este o boxeră ce a reprezentat India, medaliată olimpică. A participat la 2 ediții ale Jocurilor Olimpice (2020, 2024) în care a câștigat o medalie de bronz.